# Leonhard von Keutschach

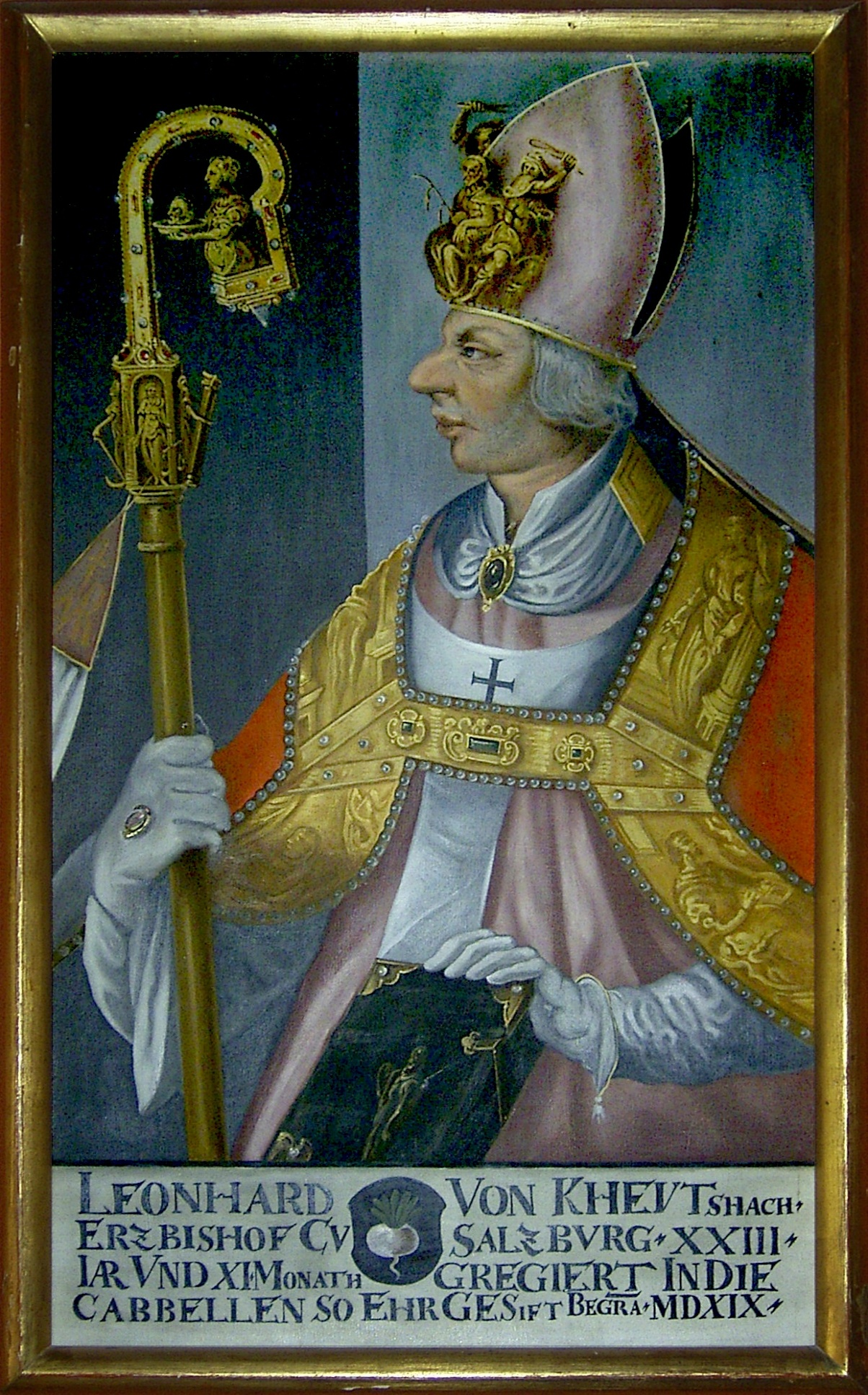
Gemälde Leonhard von Keutschach

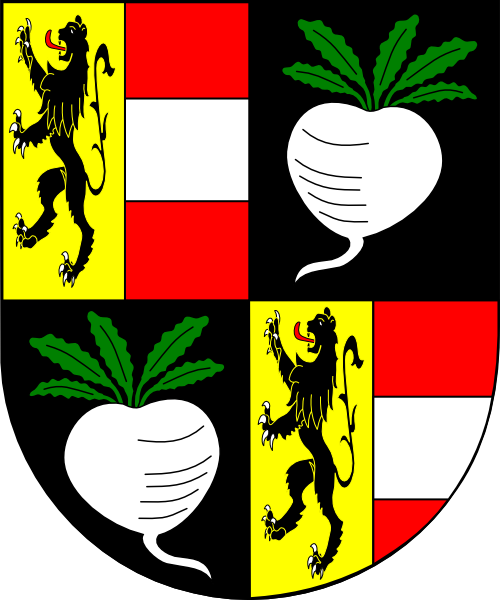
Wappen des Leonhard von Keutschach

Leonhard von Keutschach (* um 1442, vermutlich in Viktring, Kärnten; † 8. Juni 1519 in Salzburg) war von 1495 bis 1519 Erzbischof von Salzburg und dabei der letzte, der Salzburg auf feudal-ritterliche Weise regierte. Das Wappen der Familie Keutschach ist die weiße Rübe im schwarzen Feld.

## Leben

### Herkunft und frühe Jahre
Leonhard von Keutschachs Eltern waren der Viktringer Hofrichter Otto von Keutschach und Gertrud von Möderndorf. Die Stammburg des Geschlechts lag am Nordufer des Keutschacher Sees im heutigen Südkärnten. Leonhard war zuerst Augustiner-Chorherr, Propst im Kloster Eberndorf und wurde 1490 zum Dompropst ernannt. 1495 folgte die Wahl zum Erzbischof von Salzburg.

### Wirken als Erzbischof
Leonhard war hoch gebildet; zugleich wurde ihm, der aus dem Kleinadel stammte, provinzielles Auftreten nachgesagt. Er besaß eine Abneigung gegen allzu höfischen Lebensstil. Der tiefgläubige und fromme Erzbischof lebte lebenslang nach der Augustiner-Chorherren-Regel. 1512 musste er Matthäus Lang von Wellenburg, den Sekretär und Diplomaten des Kaisers Maximilian I., Bischof von Gurk und Cartagena und Kardinal, als Koadjutor akzeptieren, was einerseits seine Stellung und seinen Einfluss festigte, andererseits säkularisierte Lang aber gegen den Willen des Erzbischofs 1514 das ebenfalls nach der Augustiner-Chorherren-Regel lebende Domkapitel. 
Leonhard hielt stets energisch an seinen Rechten fest. Das 1481 von Kaiser Friedrich III. der Stadt Salzburg im großen Ratsbrief gewährte Privileg der freien Wahl des Stadtrats und des Bürgermeisters führte zu jahrelangen Auseinandersetzungen. 1511 beendete Leonhard diesen Streit mit List und Gewalt: Er nahm die zu einem Festessen eingeladenen Stadtvertreter (Bürgermeister und Stadtrat) gefangen und erzwang so die Auslieferung der Privilegien.
Als Nepot besetzte er viele maßgebliche Ämter mit Familienangehörigen.
1498 vertrieb er die Juden erneut aus seinem Machtbereich, die sich seit der zweiten Vertreibung im Jahr 1404 wieder angesiedelt hatten, und ließ die Synagoge in Salzburg zerstören.
Sein Leibarzt war zeitweilig der Frühhumanist Wenzeslaus Brack. 

#### Reformen
Am Anfang seiner Regierung waren die Finanzen des Erzbistums zerrüttet. Unfähige Vorgänger hatten hohe Schulden hinterlassen. Die neuen und planvollen Wirtschaftsmaßnahmen führten zu Wohlstand und zu einer ersten großen Blüte der Kunst und Kultur in Salzburg. Die Stadt erlebte wirtschaftlich und politisch einen großen Aufschwung. Salzburg wurde sogar zu einem der reichsten Fürstentümer des römisch-deutschen Reichs, es war nach den habsburgischen Erblanden, dem Herzogtum Bayern und Kurköln das viertreichste Land des Reichs.
Da Kaiser Maximilian I. ständig hoch verschuldet war und Leonhard ein besonders einflussreicher Geldgeber wurde, erhielt er immer wieder neue kaiserliche Zugeständnisse. Kein Vorgänger erreichte eine derartig hohe Machtfülle wie Leonhard von Keutschach. Durch eine kluge Politik konnte er den Rückkauf verpfändeter Herrschaften erreichen.
Seine bedeutendsten Reformen lagen in der Urbarverwaltung, im Einsatz von Verpachtungen, bei der Salzproduktion, im Erzbergbau und im Fernhandel. Unter seiner Führung wurde der Silber- und Goldabbau in Rauris und im Gasteiner Tal intensiviert. Dadurch konnte er zusammen mit der Steigerung der Salzexporte und einer straffen und klugen Neuorganisation des Landes große Gewinne erzielen.
Auch im Geld- und Münzwesen nahm Leonhard von Keutschach umfangreiche Änderungen vor. Er wird so zum Begründer des neuzeitlichen Münzwesens von Salzburg. Der Salzburger Rübenthaler ist heute eine weltweit gesuchte numismatische Rarität.

#### Bautätigkeit

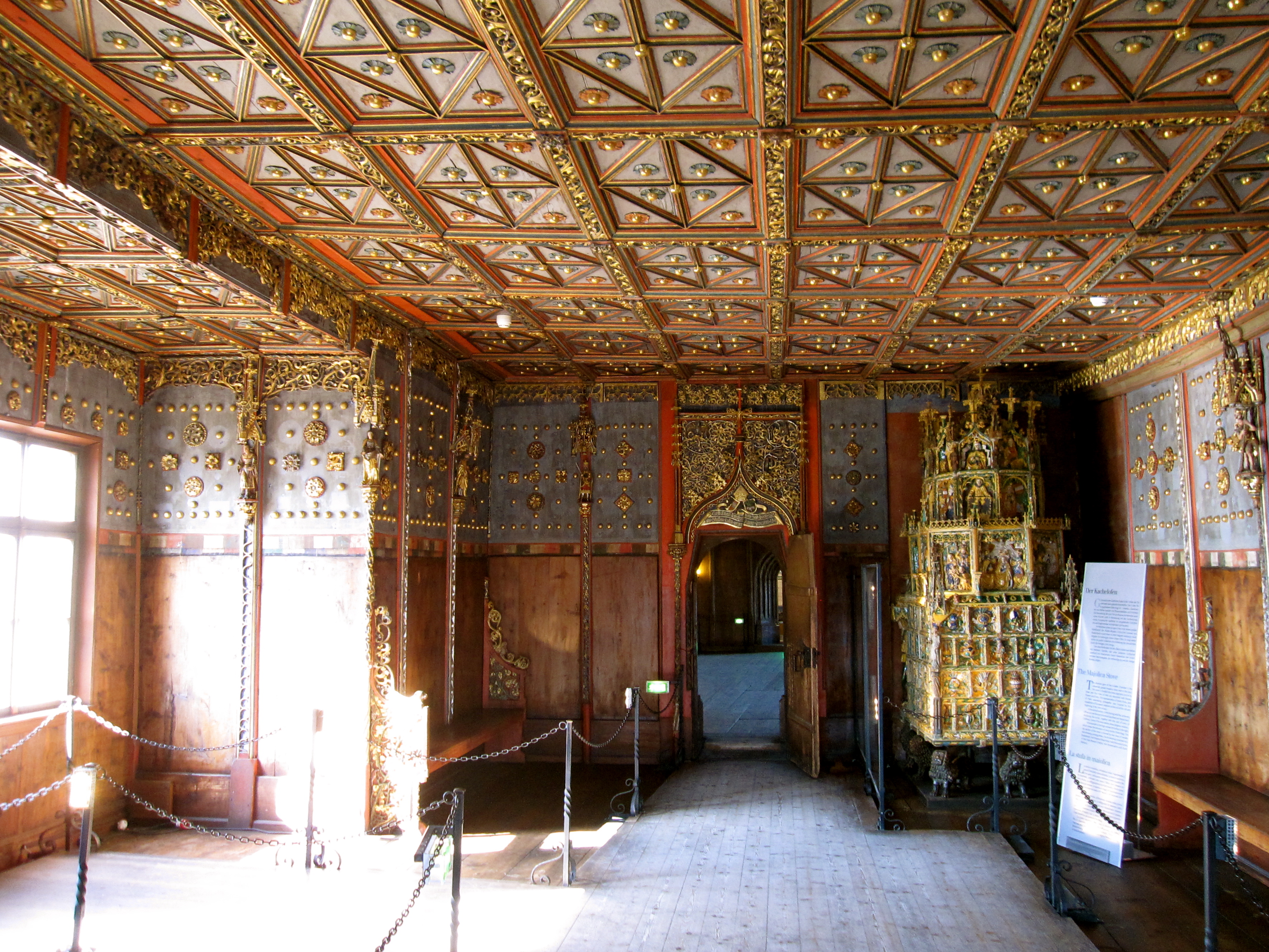
Goldenes Zimmer auf der Festung Hohensalzburg

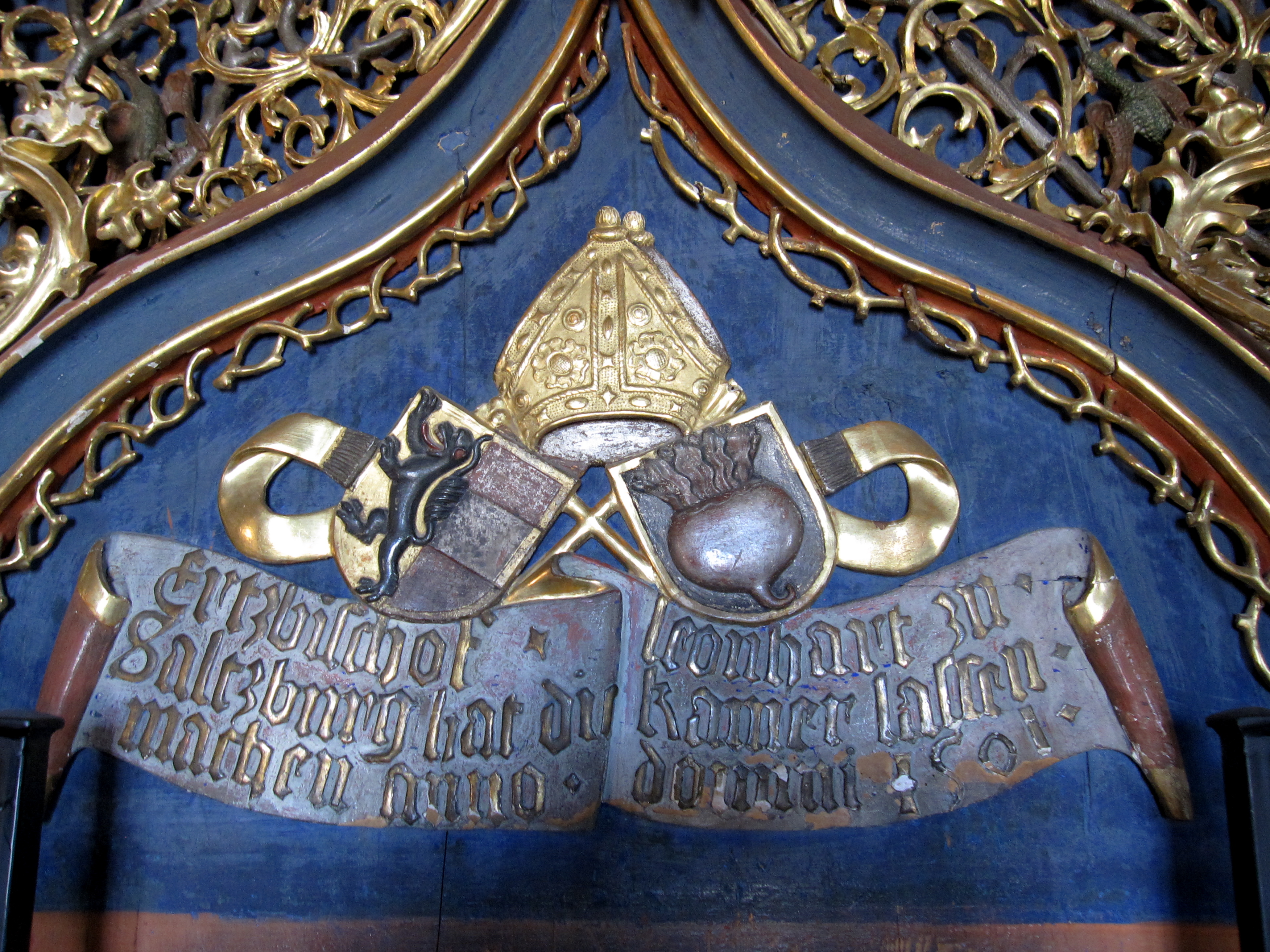
Wappen Leonhards in der Schlafkammer (1501)

Unter seiner Herrschaft wurde um 1500 die Festung Hohensalzburg ausgebaut. Er ließ eine Raumfolge bestehend aus Saal, Stube, Kabinett und Schlafkammer einrichten und ausschmücken, die zu den aufwändigsten nordalpinen Profanräumen dieser Zeit gehört. Auch wurden u. a. der Reck-, Hasen- und Geyerturm neu erbaut und zudem die Georgskirche, die Ross- und Schleuderpforte sowie im Jahr 1502 ein großes Drehorgelwerk, der Salzburger Stier, errichtet. Er sollte in die Festung eingebaut weithin hörbar militärische oder nichtmilitärische Signale weitergeben, und dabei etwa der Bevölkerung Beginn und Ende des Arbeitstages anzeigen. Für dieses 1753 erneuerte Werk komponierten Johann Ernst Eberlin und Leopold Mozart 12 kleine Stücklein (je eines für jeden Monat).
Damals wurde auch der Reißzug ausgebaut, der heute die weltweit älteste erhaltene Standseilbahn ist. Die große Keutschachbastei samt Vorwerken wurde errichtet und so die Festung uneinnehmbar ausgebaut. Die neu errichtete große Keutschachzisterne sichert das Überleben der Soldaten in einer Belagerungszeit. Die Fürstenzimmer des Hohen Stockes wurden ausgebaut, es entstand die prächtige Goldene Stube mit dem filigranen Meisterwerk eines Kachelofens, und der Goldene Saal mit seinen mächtigen Marmorsäulen. Offensichtlich war der Fürst, der nach 1504 vor allem auf der Festung wohnte und residierte, bestrebt, sich das Leben so angenehm wie möglich zu machen. Auf den südlichen Basteien ließ Leonhard Wein- und Rosengärten anlegen, im Keller lagerte er neben großen Mengen von Wachauer Osterwein verschiedene süße Weine, die dem Erzbischof besonders mundeten, und im Burghof lebten Dutzende halbzahme weiße Pfaue.
Unter seiner Ägide erfolgte in den Jahren von 1497 bis 1503 auch der Ausbau der Burganlage Taggenbrunn in Kärnten zu einer für die damalige Zeit sehr modernen Befestigung, aber auch in Gmünd, Friesach, Althofen, Tanzenberg, Stein und St. Andrä im Lavanttal (alle im heutigen Kärnten) wurden die Burganlagen ausgebaut oder erneuert. Im Stiftsland Salzburg wurde die Burganlagen von Itter, Windisch-Matrei, Lengberg, Staufeneck, Tettelham, Lebenau, Mauterndorf und Glanegg, vor allem auch die Stadtbefestigung von Radstadt ausgebaut. 
1496 ließ er die dem Hl. Leonhard geweihte ansehnliche gotische Kirche in St. Leonhard am Wonneberg (bei Waging am See) erbauen. 
1489 kaufte Leonhard von Keutschach die bürgerliche Brauerei Elsenheimerische Brauerei zu Kaltenhausen und die Brauerei ging somit in den Besitz der fürsterzbischöflichen Hofkammer über. Hofbräu Kaltenhausen entwickelte sich zur größten Brauerei Salzburgs und größten Konkurrenz für die bürgerlichen Brauhäuser in Hallein. Die Salzburger Erzbischöfe vergrößerten und förderten die Brauerei, die dank des gesicherten Absatzes wegen eines zeitweisen Gebotes ausschließlich Bier aus den erzbischöflichen Brauereien auszuschenken, eine wichtige Einnahmequelle darstellte. Sein letztendlich gescheitertes Vorhaben brachte dem Erzbischof bei der Salzburger Bevölkerung den Spitznamen Liedl-Wirt ein.
Er förderte den Straßenbau, um den Fernhandel zu erweitern und ließ neben manchen anderen Straßen auch eine Straße über den Radstädter Tauern, einer alten Römerstraße folgend, errichten. Auch baute er zur besseren Hochwassersicherheit in Hallein neue Salzachdämme.